# Nazionale maschile di calcio dell'India
La nazionale di calcio dell'India (in hindi भारतीय राष्ट्रीय फुटबॉल टीम) è la squadra nazionale di calcio dell'India ed è controllata dalla All India Football Federation.
La nazionale indiana visse la propria epoca d'oro tra gli anni '50 e i primi anni '60 del XX secolo, periodo in cui, sotto la guida del commissario tecnico Syed Abdul Rahim, vinse la medaglia d'oro ai Giochi asiatici del 1951 e del 1962. Non ha mai partecipato alla fase finale del Coppa del mondo, anche se si qualificò d'ufficio all'edizione del 1950 stante il ritiro di tutte le altre nazionali del suo girone di qualificazione. L'India si ritirò tuttavia prima dell'inizio del torneo. Ha partecipato a cinque fasi finali della Coppa d'Asia, dove vanta quale miglior risultato il secondo posto del 1964. Prende parte regolarmente alla Coppa della federazione calcistica dell'Asia meridionale, di cui ha vinto 6 edizioni dal 1993, anno di fondazione del torneo.
Dal 2000 ha vissuto una fase di risurrezione, iniziata con la vittoria di varie edizioni della Coppa della federazione calcistica dell'Asia meridionale e, sotto la guida dell'allenatore Bob Houghton, di varie edizioni della Coppa Nehru (2007, 2009), oltre che della AFC Challenge Cup del 2008. Ha vinto inoltre un torneo amichevole organizzato in casa, la Coppa Intercontinentale 2018.
Nella classifica mondiale della FIFA, istituita nell'agosto 1993, l'India ha ottenuto quale miglior piazzamento il 94º posto nel febbraio 1996, mentre il peggiore è il 173º posto del marzo 2015. Occupa il 102º posto.

## Storia

### Esordi

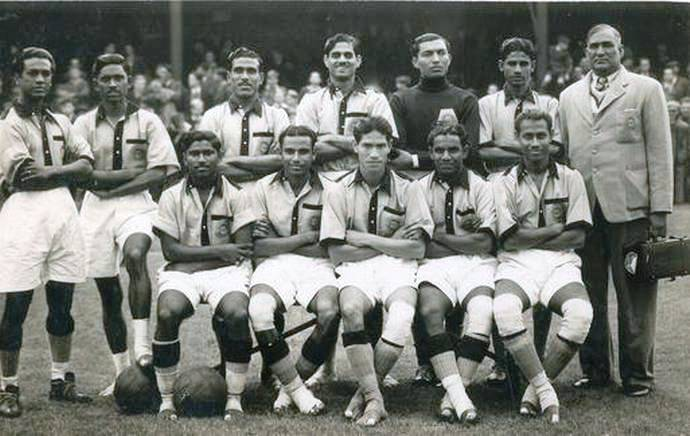
L'India che prese parte alle Olimpiadi del 1948, schierata per la partita contro la Francia.

Verso la fine degli anni '30 del XX secolo squadre di calcio composte da soli calciatori indiani iniziarno a effettuare delle tournée in Australia, Giappone, Indonesia e Thailandia. Dopo il successo di numerosi club indiani all'estero, nel 1937 fu fondata la All India Football Federation (AIFF). La nazionale indiana esordì come rappresentativa di uno stato indipendente nel 1948 al primo turno delle Olimpiadi del 1948 contro la Francia, da cui fu sconfitta per 2-1 a Londra schierando calciatori per lo più scalzi.

### Epoca d'oro (1950-1960)
Nel 1950 l'India riuscì a qualificarsi al Mondiale brasiliano a causa del ritiro di molte delle avversarie nelle qualificazioni. Ciononostante anche l'India si ritirò perché la FIFA impose a tutti i giocatori che avessero partecipato alla fase finale dei Mondiali di indossare scarpe da calcio. Molti calciatori indiani rifiutarono di indossare le scarpe da calcio poiché abituati a giocare a piedi nudi. Secondo l'allora capitano della squadra, Sailen Manna, la motivazione del rifiuto del divieto di giocare a piedi nudi era in realtà una scusa per coprire un'altra ragione del ritiro: la nazionale di calcio indiana si ritirò dopo aver preso visione delle squadre del proprio girone, tra cui c'era anche l'Italia, bi-campione uscente e ai tempi nazionale più forte al mondo (composta da molti giocatori del cosiddetto Grande Torino), e sapendo che avrebbe dovuto affrontare gli azzurri nella prima partita, per paura di subire una netta sconfitta che avrebbe reso più difficile la creazione di un'identità nazionale e avrebbe lasciato spazio al pessimismo. La nazionale indiana non sarebbe più riuscita a qualificarsi ai Mondiali.
Dal 1951 al 1964 l'India visse comunque anni di soddisfazioni, definiti "epoca d'oro" del calcio nazionale, nel corso della quale la formazione allenata dal tecnico dell'Hyderabad City Police Syed Abdul Rahim divenne una delle migliori compagini d'Asia. Nel marzo 1951 Rahim condusse i suoi al primo trionfo ai Giochi asiatici del 1951, prima edizione del torneo, disputata in casa. L'India batté per 1-0 l'Iran nel match per la medaglia d'oro, ottenendo il suo primo trofeo. Fu Sahu Mewalal l'autore del gol della vittoria. Nel 1952 l'India tornò alle Olimpiadi, ma fu sconfitta al primo turno dalla Jugoslavia per 10-1. Al ritorno in India la AIFF impose ai calciatori di utilizzare scarpini da calcio durante le partite. Dopo una sconfitta in Finlandia, l'India partecipò a vari tornei minori come la Coppa Colombo, che vinse per tre volte dal 1953 al 1955.
L'India si piazzò quarta nel torneo olimpico di calcio del 1956. Neville Stephen D'Souza diventò l'unico giocatore indiano a segnare una tripletta ai Giochi olimpici contro l'Australia. L'India partecipò al torneo olimpico di calcio anche nel 1948, 1952 e nel 1960.
L'India inoltre vinse la medaglia d'oro ai Giochi asiatici nel 1962, per poi cogliere il quarto posto nel 1966 e il terzo nel 1970.

### Declino (1971-1999)
Dopo la delusione dei Giochi asiatici del 1974, dove l'India terminò ultima nel proprio girone perdendo tutte e tre le partite (solo 2 gol fatti a fronte di 14 subiti), nell'edizione del 1978 la squadra si piazzò seconda nel girone da tre squadre di primo turno, per poi cadere nel turno seguente, finendo ultima nel successivo girone con tre sconfitte in tre partite. Nel 1982 uscì ai quarti di finale, contro l'Arabia Saudita (0-1).
Nel 1984 si qualificò alla Coppa d'Asia per la prima volta dopo il secondo posto raggiunto nel 1964, ma si piazzò all'ultimo posto nel girone da cinque squadre. Perse tutte le partite tranne quella pareggiata a reti bianche contro l'Iran.
Malgrado il declino a livello continentale, l'India riuscì a confermarsi la squadra egemone dell'Asia meridionale e del Sud-est asiatico, vincendo l'oro ai Giochi del Sud-est asiatico del 1985 e del 1987. Negli anni '90 vinse tre edizioni su quattro della Coppa della federazione calcistica dell'Asia meridionale, nata nel 1993. Gli indiani si imposero nel 1993, 1997 e 1999 (edizione casalinga), perdendo la finale del 1995 contro lo Sri Lanka.

### Risurrezione (2000-oggi)
Nel 2002 l'India, allenata dall'allenatore inglese Stephen Constantine, vinse la Coppa LG in Vietnam. Arrivò inoltre seconda alla prima edizione dei Giochi afro-asiatici disputatisi in India nel 2003, perdendo la finale contro la nazionale uzbeka Under-21. Non riuscì poi a qualificarsi al campionato del mondo 2002, malgrado un buon inizio nelle qualificazioni.
L'India si aggiudicò la Coppa della federazione calcistica dell'Asia meridionale nel 2005, 2009, 2011 e 2015, giunse seconda nel 2008, nel 2013 e nel 2018 e vinse nel 2021 e 2023.
Le sue tre partecipazioni finora alla Coppa d'Asia sorrisero però molto poco all'India. Nel 2011 finì ultima in un girone contro Australia, Corea del Sud e Bahrein, perdendo tutte e tre le gare nella fase a gruppi ma segnando 3 gol. Nel 2019 dovette sfidare Thailandia, Bahrein (di nuovo) e i padroni di casa degli Emirati Arabi Uniti: pur vincendo 4-1 contro i thailandesi, nella sua terza vittoria nella storia della competizione, dovette crollare contro i bahreiniti e gli emiratini, finendo ultima ma con più onore. Purtroppo, nell'edizione 2023 tenutasi l'anno dopo, fu umiliata da Australia, Siria e Uzbekistan ed eliminata senza neanche segnare un gol.

## Colori e simboli
Come molte altre selezioni nazionali sportive indiane, la nazionale di calcio veste divise blu-azzurre. La scelta di tale schema cromatico è legata al fatto che nessuno dei tre colori principali della bandiera dell'India venne ritenuto sufficientemente adatto a rappresentare il Paese: l’arancione infatti era diffusamente usato in ambito politico, il verde era la tinta nazionale del Pakistan (con cui l’India ha sempre intrattenuto rapporti non ottimali) e il bianco era un colore associabile al passato coloniale inglese. Al problema si pose rimedio usando il quarto colore presente sulla bandiera, ovvero il blu mutuato dall’Ashoka Chakra che campeggia nella banda centrale.

## Statistiche dettagliate sui tornei internazionali

### Campionato mondiale
| Anno | Luogo                          | Piazzamento      | V | N | P | Reti |
| ---- | ------------------------------ | ---------------- | - | - | - | ---- |
| 1930 | Uruguay                        | Non partecipante | - | - | - | -    |
| 1934 | Italia                         | Non partecipante | - | - | - | -    |
| 1938 | Francia                        | Non partecipante | - | - | - | -    |
| 1950 | Brasile                        | Ritirata         | - | - | - | -    |
| 1954 | Svizzera                       | Non partecipante | - | - | - | -    |
| 1958 | Svezia                         | Non partecipante | - | - | - | -    |
| 1962 | Cile                           | Non partecipante | - | - | - | -    |
| 1966 | Inghilterra                    | Non partecipante | - | - | - | -    |
| 1970 | Messico                        | Non partecipante | - | - | - | -    |
| 1974 | Germania Ovest                 | Non qualificata  | - | - | - | -    |
| 1978 | Argentina                      | Non qualificata  | - | - | - | -    |
| 1982 | Spagna                         | Non qualificata  | - | - | - | -    |
| 1986 | Messico                        | Non qualificata  | - | - | - | -    |
| 1990 | Italia                         | Non qualificata  | - | - | - | -    |
| 1994 | Stati Uniti                    | Non qualificata  | - | - | - | -    |
| 1998 | Francia                        | Non qualificata  | - | - | - | -    |
| 2002 | Corea del Sud / Giappone       | Non qualificata  | - | - | - | -    |
| 2006 | Germania                       | Non qualificata  | - | - | - | -    |
| 2010 | Sudafrica                      | Non qualificata  | - | - | - | -    |
| 2014 | Brasile                        | Non qualificata  | - | - | - | -    |
| 2018 | Russia                         | Non qualificata  | - | - | - | -    |
| 2022 | Qatar                          | Non qualificata  | - | - | - | -    |
| 2026 | Canada / Stati Uniti / Messico | Non qualificata  | - | - | - | -    |

### Coppa d'Asia
| Anno | Luogo                                   | Piazzamento     | V | N | P | Reti |
| ---- | --------------------------------------- | --------------- | - | - | - | ---- |
| 1956 | Hong Kong                               | Ritirata        | - | - | - | -    |
| 1960 | Corea del Sud                           | Non qualificata | - | - | - | -    |
| 1964 | Israele                                 | Secondo posto   | 2 | 0 | 1 | 5:3  |
| 1968 | Iran                                    | Non qualificata | - | - | - | -    |
| 1972 | Thailandia                              | Ritirata        | - | - | - | -    |
| 1976 | Iran                                    | Ritirata        | - | - | - | -    |
| 1980 | Kuwait                                  | Ritirata        | - | - | - | -    |
| 1984 | Singapore                               | Primo turno     | 0 | 1 | 3 | 0:7  |
| 1988 | Qatar                                   | Non qualificata | - | - | - | -    |
| 1992 | Giappone                                | Non qualificata | - | - | - | -    |
| 1996 | Emirati Arabi Uniti                     | Non qualificata | - | - | - | -    |
| 2000 | Libano                                  | Non qualificata | - | - | - | -    |
| 2004 | Cina                                    | Non qualificata | - | - | - | -    |
| 2007 | Indonesia/ Malaysia Thailandia/ Vietnam | Non qualificata | - | - | - | -    |
| 2011 | Qatar                                   | Primo turno     | 0 | 0 | 3 | 3:13 |
| 2015 | Australia                               | Non qualificata | - | - | - | -    |
| 2019 | Emirati Arabi Uniti                     | Primo turno     | 1 | 0 | 2 | 4:4  |
| 2023 | Qatar                                   | Primo turno     | 0 | 0 | 3 | 0:6  |

### Coppa della Federazione calcistica dell'Asia meridionale
- 1993 - Campione
- 1995 - Seconda
- 1997 - Campione
- 1999 - Campione
- 2003 - Terza
- 2005 - Campione
- 2008 - Seconda
- 2009 - Campione
- 2011 - Campione
- 2013 - Seconda
- 2015 - Campione
- 2018 - Seconda
- 2021 - Campione
- 2023 - Campione

### AFC Challenge Cup
- 2006 - Quarti di finale
- 2008 - Campione
- 2010 - Primo turno
- 2012 - Primo turno
- 2014 - Non qualificata

## Tutte le rose

### Coppa d'Asia
Coppa d'Asia 19641 Thangaraj, 2 Narayan, 3 Chandrashekar, 4 Franco, 5 Sinha, 6 Ghosh, 7 Banerjee, 8 Nayeemuddin, 9 J. Singh, 10 Khan, 11 Goswami, 12 Bahadur, 13 Mukherjee, 14 I. Singh, 15 Appalaraju, 16 Nayagam, 17 Hamid, 18 Samajapati, CT: Wright
Coppa d'Asia 19841 A. Bhattacharya, 2 Dorji, 3 T. Dey, 4 Chatterjee, 5 Roy, 6 Banerjee, 7 Panji, 8 K. Dey, 9 Thapa, 10 Ali, 11 B. Bhattacharya, 12 Pereira, 14 Singh, 15 Mani, 16 S. Bhattacharya, 17 Afonso, 18 Kakroo, 20 Sankhwalkar, CT: Ćirić
Coppa d'Asia 20111 Pal, 2 G. Singh, 3 Manju, 4 Masih, 5 Ali, 6 B. Singh, 7 Pradeep, 8 R. Singh, 9 Yadav, 10 Miranda, 11 Chhetri, 12 Mondal, 13 Singh Sandhu, 14 Gawli, 15 Bhutia, 16 Wadoo, 17 I.S. Singh, 18 Rafi, 19 G. Singh, 20 Lawrence, 21 Chowdhury, 22 Nabi, 23 Dias, CT: Houghton
Coppa d'Asia 20191 Sandhu, 2 S. Singh, 3 Bose, 4 Golui, 5 Jhingan, 6 G. Singh, 7 Thapa, 8 Rai, 9 Passi, 10 B. Singh, 11 Chhetri, 12 Lalpekhlua, 13 Kuruniyan, 14 Halder, 15 U. Singh, 16 Kaith, 17 Borges, 18 J. Singh, 19 Narzary, 20 Kotal, 21 Das, 22 Edathodika, 23 A. Singh, CT: Constantine
Coppa d'Asia 20231 Sandhu, 2 Bheke, 3 Bose, 4 Lalchungnunga, 5 Jhingan, 6 Mishra, 7 Thapa, 8 Wangjam, 9 M. Singh, 10 Fernandes, 11 Chhetri, 12 Colaco, 13 Kaith, 14 N. M. Singh, 15 U. Singh, 16 Rahul, 17 Chhangte, 18 Samad, 19 Lalengmawia, 20 Kotal, 21 Poojari, 22 M. Singh, 23 A. Singh, 24 V. P. Singh, 25 Tangri, 26 Pandita, CT: Igor Štimac

### Giochi olimpici
Calcio ai Giochi Olimpici Estivi 1948P Uchil, P Varada Raj, D Manna, D Mohammed, D Varghese, C Ao, C Basheer, C Kaiser, C A. Nandy, C Prasad, C Vajra Velu, A Das, A Dhanraj, A Khan, A Mewalal, A S. Nandy, A Parab, A Raman, CT: Chatterjee
NOTA: per le informazioni sulle rose successive al 1948 visionare la pagina della Nazionale olimpica.

## Rosa attuale
Lista dei giocatori pre-convocati dal CT Khalid Jamil per le partite dal 29 agosto al 4 settembre 2025 contro Tagikistan, Afghanistan e Iran, valevoli per la CAFA Nations Cup 2025.
Presenze e reti aggiornate al 10 giugno 2025, al termine della sfida contro Hong Kong.
|  | P | Gurpreet Singh Sandhu | 3 febbraio 1992  | 77 | -91 | Bengaluru               |  |  |
|  | P | Amrinder Singh        | 27 maggio 1993   | 14 | -13 | Odisha                  |  |  |
|  | P | Vishal Kaith          | 22 luglio 1996   | 8  | -6  | Mohun Bagan Super Giant |  |  |
|  | P | Hrithik Tiwari        | 10 gennaio 2002  | 0  | 0   | Goa                     |  |  |
|  | P | Albino Gomes          | 7 febbraio 1994  | 0  | 0   | Jamshedpur              |  |  |
|  |   |                       |                  |    |     |                         |  |  |
|  | D | Sandesh Jhingan       | 21 luglio 1993   | 68 | 5   | Goa (Capitano)          |  |  |
|  | D | Rahul Bheke           | 6 dicembre 1990  | 38 | 3   | Mumbai City             |  |  |
|  | D | Akash Mishra          | 27 novembre 2001 | 28 | 0   | Mumbai City             |  |  |
|  | D | Anwar Ali             | 28 agosto 2000   | 27 | 1   | East Bengal             |  |  |
|  | D | Chinglensana Singh    | 27 novembre 1996 | 12 | 0   | Bengaluru               |  |  |
|  | D | Naorem Roshan Singh   | 2 febbraio 1999  | 12 | 0   | Bengaluru               |  |  |
|  | D | Valpuia               | 31 maggio 2000   | 1  | 0   | Mumbai City             |  |  |
|  | D | Nikhil Prabhu         | 2 ottobre 2000   | 1  | 0   | Punjab                  |  |  |
|  | D | Alex Saji             | 9 maggio 2000    | 0  | 0   | Hyderabad               |  |  |
|  | D | Sunil Benchamin       | 16 febbraio 1993 | 0  | 0   | Army Red                |  |  |
|  |   |                       |                  |    |     |                         |  |  |
|  | C | Anirudh Thapa         | 15 gennaio 1998  | 60 | 6   | Mohun Bagan Super Giant |  |  |
|  | C | Sahal Abdul Samad     | 1º aprile 1997   | 38 | 3   | Mohun Bagan Super Giant |  |  |
|  | C | Ashique Kuruniyan     | 14 giugno 1997   | 37 | 2   | Mohun Bagan Super Giant |  |  |
|  | C | Suresh Singh Wangjam  | 7 agosto 2000    | 35 | 1   | Bengaluru               |  |  |
|  | C | Lalengmawia           | 17 ottobre 2000  | 26 | 0   | Mohun Bagan Super Giant |  |  |
|  | C | Jeakson Singh         | 21 giugno 2001   | 25 | 0   | East Bengal             |  |  |
|  | C | Boris Singh Thangjam  | 3 gennaio 2000   | 4  | 0   | Goa                     |  |  |
|  | C | Deepak Tangri         | 1º febbraio 1999 | 4  | 0   | Mohun Bagan Super Giant |  |  |
|  | C | Jithin MS             | 16 gennaio 1998  | 1  | 0   | NorthEast United        |  |  |
|  | C | Danish Farooq Bhat    | 9 maggio 1996    | 0  | 0   | Kerala Blasters         |  |  |
|  |   |                       |                  |    |     |                         |  |  |
|  | A | Udanta Singh          | 14 giugno 1996   | 48 | 2   | Goa                     |  |  |
|  | A | Manvir Singh          | 6 novembre 1994  | 46 | 7   | Mohun Bagan Super Giant |  |  |
|  | A | Lallianzuala Chhangte | 6 agosto 1997    | 43 | 8   | Mumbai City             |  |  |
|  | A | Liston Colaco         | 12 novembre 1998 | 31 | 1   | Mohun Bagan Super Giant |  |  |
|  | A | Naorem Mahesh Singh   | 1º marzo 1999    | 24 | 3   | East Bengal             |  |  |
|  | A | Rahim Ali             | 21 aprile 2000   | 15 | 0   | Odisha                  |  |  |
|  | A | Rahul Kannoly Praveen | 16 marzo 2000    | 7  | 0   | Odisha                  |  |  |
|  | A | Vikram Partap Singh   | 16 gennaio 2002  | 5  | 0   | Mumbai City             |  |  |
|  | A | Irfan Yadwad          | 19 giugno 2001   | 3  | 0   | Chennaiyin              |  |  |
|  | A | Manvir Singh          | 15 giugno 2001   | 0  | 0   | Jamshedpur              |  |  |

## Record individuali
Dati aggiornati al 10 giugno 2025.

In grassetto i calciatori ancora attivi con la nazionale.

### Presenze
| # | Giocatore       | Periodo   | Presenze | Reti |
| - | --------------- | --------- | -------- | ---- |
| 1 | Sunil Chhetri   | 2005-     | 155      | 95   |
| 2 | Baichung Bhutia | 1997-2010 | 107      | 43   |
| 3 | P. K. Banerjee  | 1952-1967 | 84       | 65   |
| 4 | Mahesh Gawli    | 1997-2011 | 82       | 1    |
| 5 | Climax Lawrence | 2002-2012 | 81       | 2    |

### Reti
| # | Giocatore       | Periodo   | Reti | Presenze |
| - | --------------- | --------- | ---- | -------- |
| 1 | Sunil Chhetri   | 2005-     | 95   | 155      |
| 2 | P. K. Banerjee  | 1952-1967 | 65   | 84       |
| 3 | Baichung Bhutia | 1997-2010 | 43   | 107      |
| 4 | IM Vijayan      | 1989-2004 | 40   | 79       |
| 5 | Shabbir Ali     | 1974-1984 | 35   | ?        |

## Galleria d'immagini

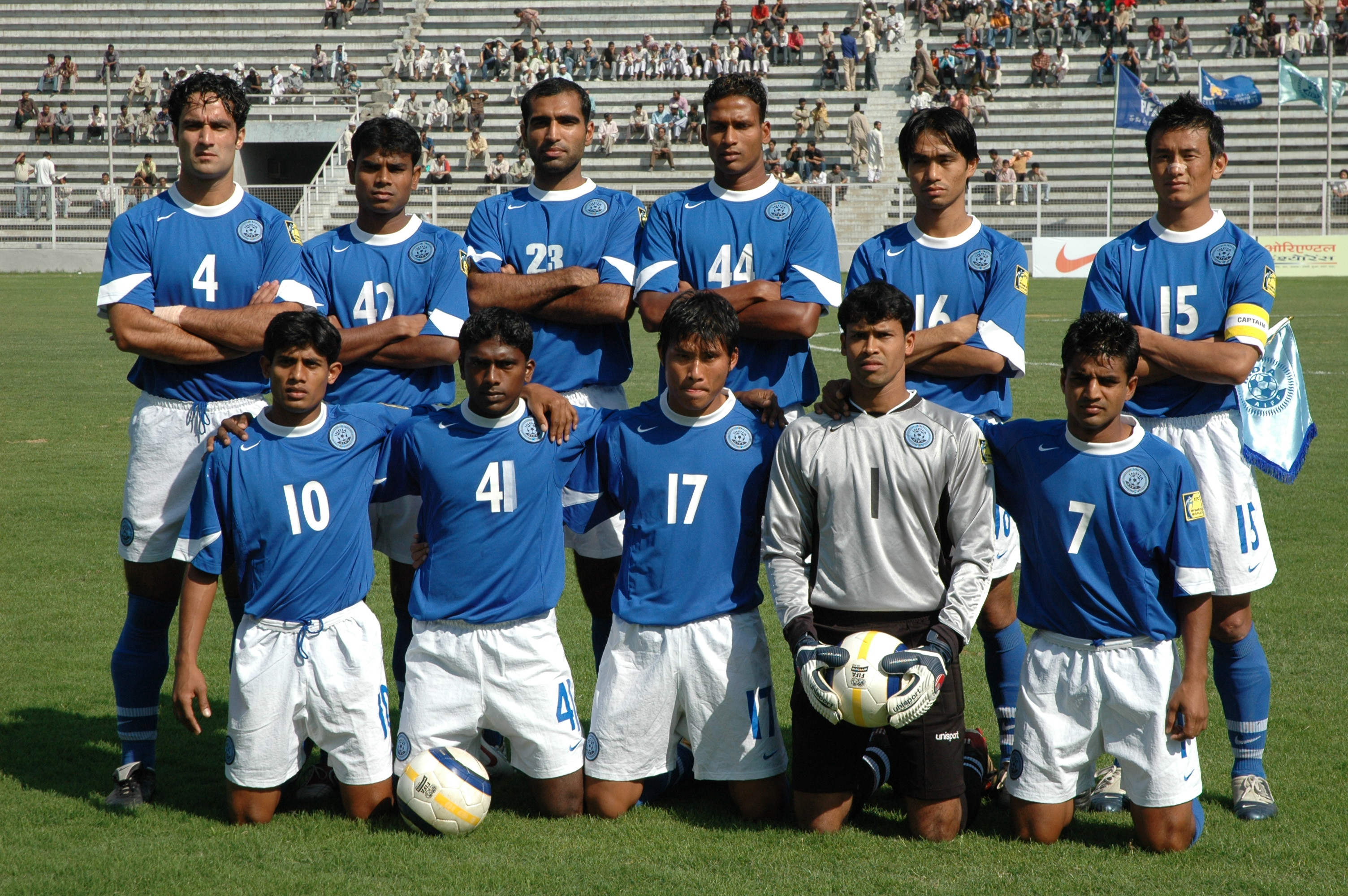
Una formazione della nazionale nel 2007[15].